# Bernardo Bellotto

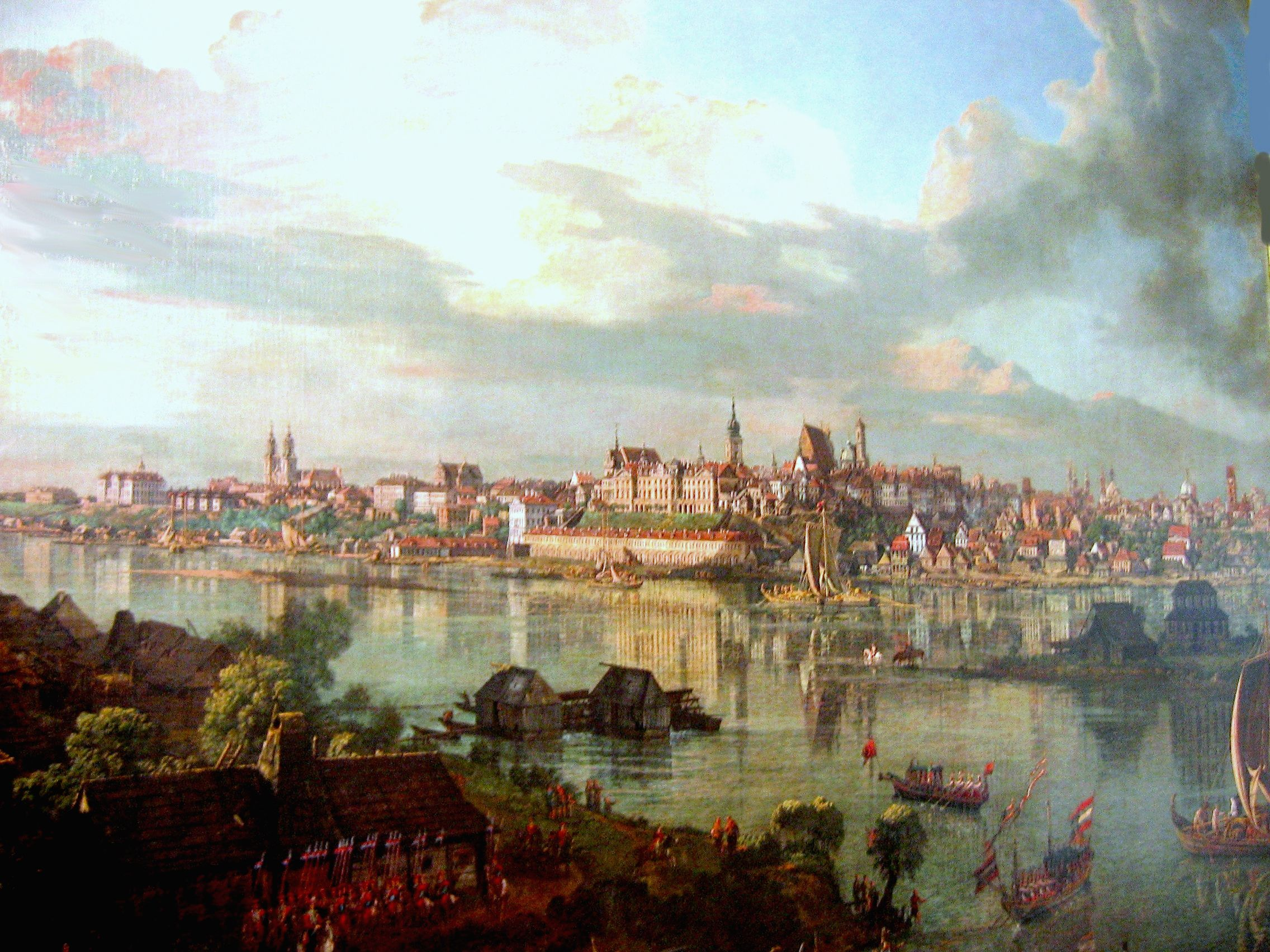
Gezicht op Warschau door Bellotto (1775)

Bernardo Bellotto of Canaletto II (Venetië, 20 mei 1720 - Warschau, 17 oktober 1780) was een Italiaans kunstschilder en etser.
Hij noemde zich naar zijn leraar en oom Canaletto, maar was een minder goed schilder. Hij schilderde vooral vedute, dat wil zeggen stadsgezichten, tegenwoordig vervangen door ansichtkaarten. Na zijn leertijd bezocht hij omstreeks 1740 de stad Rome, daarna Turijn, Verona, Milaan en omstreeks 1745 München. In 1746 werd hij hofschilder bij August III van Saksen in Dresden, waar hij twintig jaar bleef. In 1766 ging hij naar Sint Petersburg, in 1767 naar Warschau waar hij in 1770 hofschilder werd van Stanislaus August Poniatowski. Zijn schilderijen zijn gebruikt om de stad na de Tweede Wereldoorlog weer op te bouwen. 
De stijl van Bellotto is iets killer dan die van zijn oom, maar toont dezelfde precisie. Vooral in Dresden kan men veel van zijn werk vinden. 

## Bron
- Photiades, V. (1963) De schilderkunst van de 18e eeuw.
- Aikema, B. & Bakker, B. (1990) Schilders van Venetië. Oorsprong en bloei van de Venetiaanse vedute, Rijksmuseum Amsterdam & Gary Schwartz, Den Haag.

- Art Gallery of South Australia: 5468
- Bibsys: 90875954
- Biblioteca Nacional de España: XX1336651
- Bibliothèque nationale de France: cb122173595 (data)
- Catàleg d'autoritats de noms i títols de Catalunya: 981058528625306706
- CiNii: DA01705464
- Gemeinsame Normdatei: 118637819
- International Standard Name Identifier: 0000 0001 1735 5535
- KulturNav: d5b04130-730b-4bea-98c7-fee312378bfc
- Library of Congress Control Number: n80045168
- Nationale Bibliotheek van Letland: 000307490
- MusicBrainz: 0ed509a3-f7b4-431d-aea7-f33a37cedda3
- Bibliotheek van het Japanse parlement: 01034167
- National Gallery of Victoria: 838
- Nationale Bibliotheek van Tsjechië: ola2002153911
- Nationale bibliotheek van Australië: 35072176
- Nationale Bibliotheek van Israël: 987007272469405171
- Nationale Bibliotheek van Polen: a0000001182940
- Nederlandse Thesaurus van Auteursnamen: 069850305
- Réseau des bibliothèques de Suisse occidentale: 02-A000018024
- RKD-Nederlands Instituut voor Kunstgeschiedenis: 6295
- Istituto Centrale per il Catalogo Unico: CFIV033373
- LIBRIS: 176400
- SNAC: w60g7qzj
- Système universitaire de documentation: 030837936
- Trove: 818264
- Union List of Artist Names: 500028876
- Virtual International Authority File: 61096
- WorldCat: E39PBJt469mXd6PRPcRT9j9CcP